# 贾因色基县
贾因色基县是缅甸克伦邦下辖的一个县。贾因色基是贾因色基县首府。

## 历史沿革
2022年4月30日，缅甸政府以高加力县贾因色基镇区析置贾因色基县。

## 行政区划
贾因色基县下辖1个镇区：
- 贾因色基镇区（Kyainseikgyi Township）